# Mačji Dol
Mačji Dol je naselje v občini Trebnje.
Mačji Dol je gručasta vasica v Marovški dolini, deloma v hriboviti legi pod Dolgo njivo, v njej pa je v letu 2010 živelo 60 prebivalcev. Vas se prvič omenja leta 1145 kot last stiškega samostana. Polja so v dnu doline in na sosednjih položnejših pobočjih, območja na severu vasi pa porašča obsežen gozd. Sredi vasi je studenec Škavba, kjer so včasih prali perilo, v preteklosti tudi že našli človeške ribice, ob visokih vodah pa njegove vode pri Šentlovrencu odtekajo v Temenico. Na zahodni strani Mačjega Dola je podzemeljska jama Zijavka.